# Municipio metropolitano de Rotherham
Rotherham es uno de los cuatro municipios metropolitanos que forman el condado metropolitano de Yorkshire del Sur (Inglaterra). Limita al nordeste con Doncaster, al sudeste con Nottinghamshire, al sur con Derbyshire, al oeste con Sheffield y al noroeste con Barnsley. La ciudad principal del municipio es Rotherham. 
Fue creado por la Ley de Gobierno Local de 1972, que entró en vigor el 1 de abril de 1974, como una fusión del municipio condal de Rotherham, los distritos rurales de Kiveton Park y Rotherham, y los distritos urbanos de Maltby, Rawmarsh, Swinton y Wath-upon-Dearne.

## Demografía
Según el censo de 2001, Rotherham tenía 248 175 habitantes (48,63% hombres, 51,37% mujeres). Un 21,05% de ellos eran menores de 16 años, un 71,85% tenían entre 17 y 74, y un 7,1% eran mayores de 75. El 96,89% de la población era de raza blanca,el 2,23% asiáticos, el 0,49% mestizos, el 0,16% negros, y el 0,23% chinos o de otro grupo étnico. Reino Unido era el lugar de origen más común (97,39%), seguido por Irlanda (0,3%) e India (0,22%). La religión más profesada era el cristianismo con un 79,42% de la población, seguida por el islamismo con un 2,17%, el hinduismo con un 0,1%, el sijismo con un 0,07%, el budismo con un 0,05%, y el judaísmo con un 0,01%, mientras que el 10,21% no era de ninguna.
El 41,34% de los habitantes de estaban solteros, el 43,47% casados, el 1,45% separados, el 6,72% divorciados y el 7,01% viudos. La población económicamente activa se situó en 114 099 habitantes, de los que un 90,85% tenían empleo, un 6,17% estaban desempleados, y un 2,97% eran estudiantes a tiempo completo.
Rotherham tenía una superficie total de 286,54 km² y la densidad de población era de 866 hab/km². Había 3663 hogares sin ocupar y 102 279 con residentes. Un 27,2% de ellos estaban habitados por una sola persona, un 10,63% por padres solteros con o sin hijos dependientes, y un 60,88% por parejas, el 51,74% casadas y el 9,14% sin casar, de igual forma, con o sin hijos dependientes en ambos casos.